# Martin Pfanzelt (Pfarrer)
Martin Pfanzelt (* 25. Februar 1825 in Moosen an der Vils; † 24. August 1912 in Perlach) war königlich Geistlicher Rat und Pfarrer von Perlach, Unterbiberg, Ramersdorf und Fasangarten. Er war Ehrenbürger von Moosen, Perlach und Hubenstein, Mitglied des Perlacher Gemeindeausschusses, seit dem 28. September 1869 Lokalschulinspektor für den katholischen Schulsprengel Perlach und bald darauf 20 Jahre Distriktschulinspektor für die Bezirke München I und München IV („für ein Gebiet, das heute auf mehrere Schulämter aufgeteilt wäre“).
Seine Schwester Susanne Pfanzelt war seine Haushälterin. Am 17. Juni 1848 wurde er zum Priester geweiht, danach war er neben dem amtierenden Pfarrer Karl Geiger in der Gemeinde Ainring als Cooperator tätig, und anschließend (Investitur am 29. Dezember 1864) wurde er auf die Pfründe Eching befördert. Am 6. September 1869 verlieh ihm der Erzbischof von München-Freising Gregor von Scherr die Pfarrei Perlach und am 28. September 1869 wurde Martin Pfanzelt in St. Michael in Perlach kanonisch investiert. Er war befreundet mit dem Prinzregenten Luitpold. Im Oktober 1869 wirkte er bei der Gründung der Freiwilligen Feuerwehr Perlach mit, die am 1. Juni 1870 ins Register eingetragen wurde. Seit 1891 war er Dekan des Dekanats Oberföhring. Am 24. Juli 1898 wurde ihm das Ehrenkreuz des Ludwigsordens verliehen.

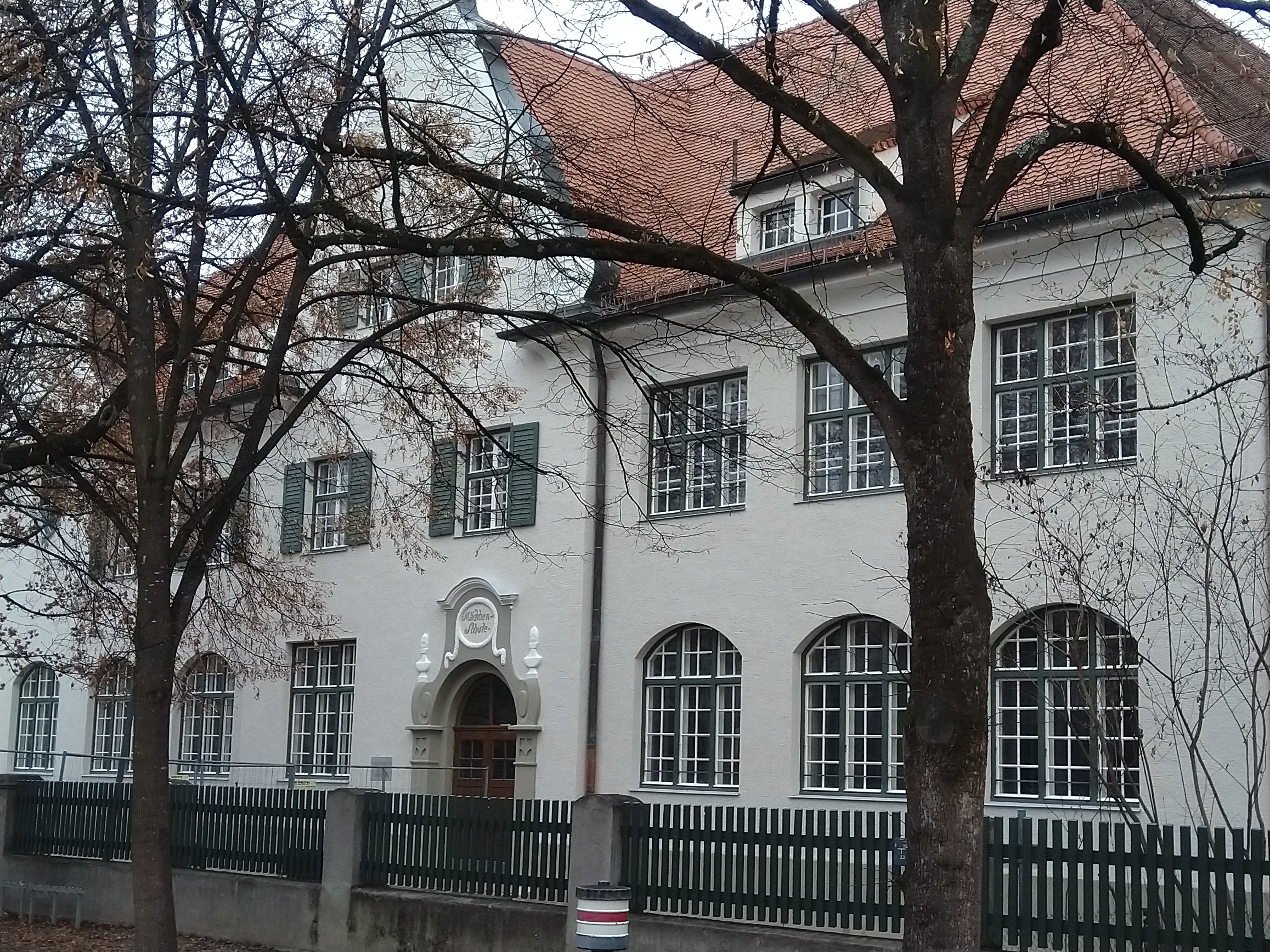
Ehemalige Mädchenschule am heutigen Pfanzeltplatz 5a

1908 vereinbarte er mit der Stadt Perlach den Bau einer Mädchenschule in der Schulstraße 7 (heute Pfanzeltplatz 5a), die gleichzeitig als „Kinderbewahr- und Suppenanstalt“ für bedürftige Kleinkinder sein sollte und unterstützte das 96.000 Mark teure Projekt eigens mit 50.000 Mark. Am 31. Oktober 1910 fand nach einem feierlichen Gottesdienst die Eröffnung statt. Bürgermeister Sebastian Bauer sprach vom „schönsten Schulhaus weit und breit“. Nach der Eröffnung wurde es den Dillinger Franziskanerinnen übergeben.
Martin Pfanzelt wurde 1912 auf eigenen Wunsch am neuen Gemeindefriedhof in der Putzbrunnerstraße in Perlach bestattet, wobei der Erzbischof von München und Freising Franziskus Kardinal von Bettinger anwesend war.

Das Grab von Martin Pfanzelt auf dem Perlacher Friedhof

Der Pfanzeltplatz in Perlach, der früher Kirchplatz hieß, und die Pfanzeltstraße, die den Pfanzeltplatz mit der Bischof-Ketteler-Straße verbindet, wurden mit der Eingemeindung Perlachs nach München am 14. August 1930, bzw. am 5. November 1931 nach ihm benannt.